# Industrielt design
Industrielt design beskæftiger sig med design af industriprodukter. Det omfatter alle industrielt producerede produkter, som for eksempel en radio, en boremaskine eller en tandbørste (biler, tøj og møbler ligger dog normalt under andre special uddannelser inden for design). Omkostningen på udvikling stiger når man lægge udgift til design oven i, men er den industrielle designer med fra starten i udviklingen, kan det ofte betyde konstruktive ændringer, der gør varen billigere at producere - og dermed medføre besparelser senere. Samtidigt tænker den industrielle designer i brugervenlighed og intuitiv forståelse, der kan være med til at gøre produktet lettere at sælge. Endeligt kan områder som materialevalg tænkes ind - både af hensyn til omkostning, slitage, holdbarhed og produktionsforhold.
Modsat manges opfattelse går industrielt design ikke så meget på udseende, men mere på at forbedret funktionalitet, produktivitet og omkostninger - men udseende i den "klassiske" opfattelse af design er naturligvis stadig en stor en del af det.